# Rete neurale ricorrente

Diagramma di una RNN a una unità. Dal basso verso l'alto, gli stati in input, gli stati nascosti e gli stati di output. U, V e W sono i pesi della rete. Sulla sinistra il diagramma compresso, sulla destra la sua versione estesa

Una rete neurale ricorrente o RNN (recurrent neural network) è una classe di rete neurale artificiale che include neuroni collegati tra loro in un ciclo. Tipicamente i valori di uscita di uno strato di un livello superiore sono utilizzati in ingresso di uno strato di livello inferiore. Quest'interconnessione tra strati permette l'utilizzo di uno degli strati come memoria di stato, e consente, fornendo in ingresso una sequenza temporale di valori, di modellarne un comportamento dinamico temporale dipendente dalle informazioni ricevute agli istanti di tempo precedenti. In altri casi lo strato è costituito da un insieme di neuroni dotato di loop di connessioni molto sparse che innesca una dinamica caotica, impiegata per l'addestramento di una parte successiva della rete, come avviene per le echo state network (adottate nell'ambito del reservoir computing).  Ciò le rende applicabili a compiti di analisi predittiva su sequenze di dati, quali possono essere ad esempio il riconoscimento della grafia o il riconoscimento vocale.